# Adoxastia
Adoxastia es un género de coleópteros de la familia Anthribidae.

## Especies
Contiene las siguientes especies:
- Adoxastia drescheri Jordan, 1931
- Adoxastia tricuspis (Wolfrum 1934)
- Adoxastia trux Jordan, 1931